# Benjamin Plu
Benjamin Plu est un joueur français de football américain et canadien né le 26 juillet 1994 au Mans. Il joue au poste de wide receiver pour l'équipe d'European League of Football (ELF) des Enthroners de Fehérvár. Il est également passé par la Ligue canadienne de football (LCF), se faisant sélectionner lors de la draft européenne de la LCF 2019 (en).

## Statistiques professionnelles
Dernière mise à jour : 1 novembre 2023,,
| Année | Équipe                           | Compétition | MJ | Receptions | Receptions | Receptions | Receptions | Receptions |
| ----- | -------------------------------- | ----------- | -- | ---------- | ---------- | ---------- | ---------- | ---------- |
| Année | Équipe                           | Compétition | MJ | Nb.        | Yards      | Y/R        | TD         | + Lg.      |
| 2016  | McGill Redmen                    | RSEQ        | 6  | 5          | 75         | 15,0       | 1          | 25         |
| 2019  | Lions de la Colombie-Britannique | LCF         | 4  | 0          | 0          | 0,0        | 0          | 0          |
| 2021  | Lions de la Colombie-Britannique | LCF         | 0  | -          | -          | -          | -          | -          |
| 2022  | Dragons de Barcelone             | ELF         | 12 | 40         | 566        | 14,2       | 5          | 51         |
| 2023  | Enthroners de Fehérvár           | ELF         | 10 | 27         | 422        | 15,6       | 3          | 84         |
| Total | Total                            | Total       | 32 | 72         | 1 063      | 14,8       | 9          | 84         |